# Llanera (Asturië)
Llanera is een gemeente in de Spaanse provincie en regio Asturië met een oppervlakte van 106,69 km². Llanera telt 13.846 inwoners (1 januari 2016).

## Geboren
- Santi Cazorla (13 december 1984), voetballer

## Demografische ontwikkeling
Bron: INE; 1857-2011: volkstellingen